# Ezio Camuncoli
Ezio Camuncoli (Gatteo, 1895 – Gatteo, 1957) è stato uno scrittore e giornalista italiano; amico di Riccardo Bacchelli, Giacomo Puccini, Giovanni Papini, Alfredo Panzini, Marino Moretti, Antonio Baldini, Pietro Pancrazi, Luigi Pasquini e di altri protagonisti del XX secolo, fu autore di novelle e romanzi.

## Biografia
Convinto sostenitore del regime fascista, diresse il Corriere Padano (quotidiano di Ferrara fondato da Italo Balbo). 

A seguito dell'8 settembre 1943 aderì alla Repubblica Sociale, diventando direttore, alla fine dell'anno, del Telegrafo di Livorno. Nell'agosto 1944 si trasferì in Lombardia: entrò a far parte del Comitato consultivo per la propaganda creato presso il Minculpop della RSI. In ottobre assunse la direzione del quotidiano milanese La Sera-Il Secolo.
Nel dopoguerra, dimenticato a causa della sua adesione al fascismo, pubblicò il “ciclo dei romanzi riminesi”: Tre giorni di bora, Zebedeo in Aprusa, La femmina pazza, Il mal perverso. Fu comunque uno scrittore amatoriale; per vivere, diresse una piccola industria di maglieria.
Solamente dopo il 1989 ha ricevuto riconoscimenti ufficiali per la sua attività di letterato, testimoniati dalla dedica a suo nome di un parco pubblico nel Comune di Rimini.
Il suo unico figlio, Ferdinando, morì a diciassette anni, il 3 giugno 1944, sul fronte di Anzio e Nettuno combattendo con la Folgore dell'Aeronautica Nazionale Repubblicana contro gli anglo-americani, nella disperata difesa di Roma: per quell'azione gli fu conferita la medaglia d’oro della R.S.I.

## Opere
- Il segreto della vita, Agnelli, Milano 1933.
- Olga Oliana, Baldini & Castoldi, Milano 1935.
- L'Agenzia Felsner, Baldini e Castoldi, Milano 1937.
- Tre giorni di bora, Ceschina, Milano 1948.
- Zebedeo in Aprusa, Ceschina, Milano 1950.
- La femmina pazza, Ceschina, Milano 1954.
- Il mal perverso, Ceschina, Milano 1955.
- Il Pastrano e altri elzeviri, (a cura di) R. Ricciotti, Il Cerchio, Rimini 2005.